# Acronychia wisseliana
Acronychia wisseliana är en vinruteväxtart som beskrevs av Thomas Gordon Hartley. Acronychia wisseliana ingår i släktet Acronychia och familjen vinruteväxter. Inga underarter finns listade i Catalogue of Life.